# Confident
Confident ist das fünfte Studioalbum von Demi Lovato. Es erschien am 16. Oktober 2015 unter dem Label Hollywood Records und erreichte Platz 2 der Billboard 200.

## Hintergrund
Bereits Anfang des Jahres 2014 kündigte Lovato an, bereits an einem neuen Album zu arbeiten, welches neu erlangtes Selbstbewusstsein widerspiegeln solle. Zudem würde es eine neue Persönlichkeit Lovatos zeigen und nicht mehr auf der eigenen Vergangenheit basieren. Am 26. August 2015 kündigte Lovato das Album auf Twitter für den 16. Oktober 2015 und veröffentlichte dazu das Cover, den Titel und die Titelliste.

## Singleauskopplungen
Am 1. Juli 2015 veröffentlichte Lovato mit Cool for the Summer die erste Single des Albums, welche im September 2015 mit Platin in den Vereinigten Staaten ausgezeichnet wurde. Ebenso wurde die zweite Single Confident mit Platin in den Vereinigten Staaten ausgezeichnet, nachdem diese am 18. September 2015 erschien. Das Musikvideo der dritten Single Stone Cold wurde am 23. Februar 2016 veröffentlicht, wobei das Lied ab dem 4. April 2016 als Single veröffentlicht wird.

## Titelliste
| #   | Titel                                    | Songwriting                                                             | Länge |
| --- | ---------------------------------------- | ----------------------------------------------------------------------- | ----- |
| 1.  | Confident                                | Demi Lovato, Max Martin, Savan Kotecha, Ilya Salmanzadeh                | 3:25  |
| 2.  | Cool for the Summer                      | Demi Lovato, Savan Kotecha, Max Martin, Alexander Kronlund, Ali Payami  | 3:34  |
| 3.  | Old Ways                                 | Olivia Waithe, Jason Evigan, Scott Hoffman                              | 3:24  |
| 4.  | For You                                  | Johan Carlsson, Dalton Grant, Susan Catanzaro                           | 3:41  |
| 5.  | Stone Cold                               | Demi Lovato, Laleh Pourkarim, Gustaf Thörn                              | 3:11  |
| 6.  | Kingdom Come (mit Iggy Azalea)           | Demi Lovato, Julia Michaels, Steve Mac, Amethyst Amelia Kelly           | 4:04  |
| 7.  | Waitin for You (mit Sirah)               | Demi Lovato, Julia Michaels, Jason Evigan, Steve Mac, Sara Mitchell     | 3:12  |
| 8.  | Wildfire                                 | Ryan Tedder, Nicole Morier, Tor Erik Hermansen, Mikkel Storleer Eriksen | 3:19  |
| 9.  | Lionheart                                | Steve Mac, Ina Wroldsen                                                 | 4:04  |
| 10. | Yes                                      | Demi Lovato, Laleh Pourkarim                                            | 3:10  |
| 11. | Father                                   | Demi Lovato, Laleh Pourkarim                                            | 3:55  |
|     | Deluxe-Edition                           |                                                                         |       |
| 12. | Stars                                    | Demi Lovato, Rami Yacoub, Carl Falk, Savan Kotecha, Alexander Kronlund  | 3:08  |
| 13. | Mr. Hughes                               | Demi Lovato, J. Carlsson                                                | 3:41  |
| 14. | Cool for the Summer (Jump Smokers Remix) | Demi Lovato, Savan Kotecha, Max Martin, Alexander Kronlund, Ali Payami  | 4:25  |
| 15. | Cool for the Summer (Suraci Remix)       | Demi Lovato, Savan Kotecha, Max Martin, Alexander Kronlund, Ali Payami  | 4:45  |

## Kommerzieller Erfolg

### Chartplatzierungen
| ChartsChartplatzierungen       | Höchstplatzierung | Wochen |
| ------------------------------ | ----------------- | ------ |
| Deutschland (GfK)              | 23 (1 Wo.)        | 1      |
| Österreich (Ö3)                | 19 (1 Wo.)        | 1      |
| Schweiz (IFPI)                 | 13 (2 Wo.)        | 2      |
| Vereinigte Staaten (Billboard) | 2 (41 Wo.)        | 41     |
| Vereinigtes Königreich (OCC)   | 6 (3 Wo.)         | 3      |

| ChartsJahrescharts (2016)      | Platzierung |
| ------------------------------ | ----------- |
| Vereinigte Staaten (Billboard) | 100         |

### Auszeichnungen für Musikverkäufe
| Land/Region                  | Auszeichnungen für Musikverkäufe (Land/Region, Auszeichnung, Verkäufe) | Verkäufe  |
| ---------------------------- | ---------------------------------------------------------------------- | --------- |
| Brasilien (PMB)              | 2× Platin                                                              | 80.000    |
| Dänemark (IFPI)              | Gold                                                                   | 10.000    |
| Finnland (IFPI)              | Gold                                                                   | 10.000    |
| Mexiko (AMPROFON)            | Gold                                                                   | 30.000    |
| Neuseeland (RMNZ)            | Platin                                                                 | 15.000    |
| Norwegen (IFPI)              | Platin                                                                 | 20.000    |
| Polen (ZPAV)                 | Gold                                                                   | 10.000    |
| Vereinigte Staaten (RIAA)    | Platin                                                                 | 1.000.000 |
| Vereinigtes Königreich (BPI) | Silber                                                                 | 60.000    |
| Insgesamt                    | 1× Silber · 4× Gold · 5× Platin ·                                      | 1.235.000 |

Hauptartikel: Demi Lovato/Auszeichnungen für Musikverkäufe